# NGC 1216
NGC 1216 é uma galáxia espiral (S0-a) localizada na direcção da constelação de Eridanus. Possui uma declinação de -09° 36' 45" e uma ascensão recta de 3 horas, 07 minutos e 18,5 segundos.
A galáxia NGC 1216 foi descoberta em 1886 por Ormond Stone.